# Ratpenat de Welwitsch
El ratpenat de Welwitsch (Myotis welwitschii) és una espècie de ratpenat de la família dels vespertiliònids. Viu a Angola, Burundi, la República Democràtica del Congo, Etiòpia, Guinea, Kenya, Malawi, Moçambic, Ruanda, Sud-àfrica, el Sudan, Tanzània, Uganda, Zàmbia i Zimbàbue. Té una gran varietat d'hàbitats naturals, incloent-hi els boscos secs tropicals, els boscos humits tropicals montans, les sabanes seques i humides, els matollars i els herbassars situats a grans altituds. És una espècie en risc mínim, és a dir, no sembla que hi hagi cap amenaça significativa per a la seva supervivència.